# 妹ぱらだいす! 〜お兄ちゃんと5人の妹のエッチしまくりな毎日〜
『妹ぱらだいす! 〜お兄ちゃんと5人の妹のエッチしまくりな毎日〜』（いもうとぱらだいす! 〜おにいちゃんとごにんのいもうとのエッチしまくりなまいにち〜）は、2011年1月28日に日本のアダルトゲームブランドMOONSTONE Cherryより発売されたパソコン用美少女ゲームである。萌えゲーアワード2011エロス系作品賞PINK銀賞受賞作品。
2013年5月31日には、続編『妹ぱらだいす!2 〜お兄ちゃんと5人の妹のも〜っと!エッチしまくりな毎日〜』が発売された。萌えゲーアワード2013エロス系作品賞PINK金賞受賞作品。
2018年1月26日には、シリーズ第3作。妹ぱらだいす!3 ～お兄ちゃんと5人の妹のすご～く!エッチしまくりな毎日～が発売された。 
以下、第1作を『妹ぱらだいす!』、第2作を『妹ぱらだいす!2』、第3作を『妹ぱらだいす!3』と表記する。

## 概要

### 妹ぱらだいす!
『いちゃぷり! 〜お嬢さまとイチャラブえっちな毎日〜』に続く、MOONSTONE Cherryのブランド第2作。兄好きな5人の妹たちと主人公が過ごす夏休みを描いた物語である。マニアックなHシーンが多数盛り込まれている。
作品の企画は『いちゃぷり!』発売後の2010年1月から始まった。企画・原画を務めた伊東ライフは学園魔法少女ものを当初考えていたが、「学園や魔法などの設定を説明しているとエロに行くまでに時間がかかる」ことから没になり、プロデューサーの恋純ほたるからの発案で妹ものとなった。伊東によれば、前作『いちゃぷり』では一般的な純愛ゲームのようにストーリーを主軸にしてHシーンを考えていたが、本作ではその反省から絵の構図やセリフなどを工夫して「ちゃんと抜きゲーを目指した」という。
2011年9月29日には、電脳CLUBよりDVDPG版が発売された。
2013年3月29日には、『妹ぱらだいす! 〜お兄ちゃんと5人の妹のエッチしまくりな毎日〜 Hアニメ増量版』が発売された。

### 妹ぱらだいす!2
『妹ぱらだいす!』の主人公と妹たちとの間にできた子供たちが過ごす、エッチな夏休みを描いたアドベンチャーゲーム。前作と比べてHシーンが増量され、演出面も強化された。
『妹ぱらだいす!』に続いて伊東が企画・原画を担当したが、キャラクターデザインや設定などを前作から変えるかどうかかなり悩んだ末に、「変えてしまったら『妹ぱらだいす!2』を出す意味がない」と考え、社内で出た「前作の娘」というアイデアを取り入れて、設定をほぼ維持することとなった。
2013年11月28日には、電脳CLUBよりDVDPG版が発売された。

### 妹ぱらだいす!3
『妹ぱらだいす!』の兄妹たちとのいとこにあたる兄妹が過ごす、エッチな夏休みを描いたアドベンチャーゲーム。前々作・前作同様伊東が企画したが、製作途中で伊東がMOONSTONEを退職したため、伊東の関与は企画とHシーンの原案にとどまっている。
2018年8月31日にい～ね!からDVDPG版が発売された。

## ストーリー

### 妹ぱらだいす!
（出典：）
5人の妹がいる七瀬総一郎は、周囲から理想的な兄と見られているが、実は重度のシスコン。そんな時学校が夏休みとなり、両親は仕事の都合で海外に行ってしまう。残された総一郎は妹5人と夏休みを過ごすことになるが、次々にエッチな出来事に遭遇。さらに妹達が積極的にアプローチをかけてくる。

### 妹ぱらだいす!2
（出典：）
七瀬恵一の家では両親が海外旅行に行くことになり、残された恵一と5人の妹は自分達だけで夏休みを過ごすことになる。学校からも親からも解放されて妹達は積極的になり、エッチなハプニングが続出する。

### 妹ぱらだいす!3
七瀬祐一の家では学校が夏休みとなり、両親は仕事の都合で出張に行ってしまう。残された祐一は妹5人と夏休みを過ごすことになるが、次々にエッチな出来事に遭遇。さらに妹達が積極的にアプローチをかけてくる。

## 登場人物

### 妹ぱらだいす!
（出典：）

#### 主人公
七瀬 総一郎（ななせ そういちろう） ※名前変更可
声：なし（OVA版：堀川忍）
本作品の主人公。5人の妹の兄。

#### ヒロイン
七瀬 綾（ななせ あや）
声：雪村とあ（OVA版：那月らい）
身長156cm B86(C)/W56/H85
明るく優しい性格。料理や掃除など家事が大好きで、両親が不在なため家族の世話を担っている。
七瀬 理央（ななせ りお）
声：小倉結衣
T158 B90(E)/W59/H88
しっかり者で他の妹達の面倒を見ているが、兄に対してはツンツンしている。Hに対してはオクテ。
七瀬 日和（ななせ ひより）
声：吉田美海（OVA版：白雪碧）
T147 B76(A)/W52/H80
小春の双子の妹。一番気弱で、何も無い所で転ぶなどドジ。幼い頃から兄に甘えて頼り切っている。
七瀬 小春（ななせ こはる）
声：雪都さお梨（OVA版：柚凪）
T147 B76(A)/W52/H80
日和の双子の姉。テニス部と水泳部を掛け持ちする元気なスポーツ少女。言動がストレートで、Hなことにも屈託が無い。
七瀬 みちか（ななせ みちか）
声：中家志穂（OVA版：春風まい）
T153 B82(B)/W56/H86
無表情で何を考えているのかわかりづらい。部屋が本で埋まっている読書家で、本で得た知識とテクニックを元に兄に迫ってくる。

### 妹ぱらだいす!2
（出典：）

#### 主人公 (2)
七瀬 恵一（ななせ けいいち） ※名前変更可
声：なし（OVA版：舌純）
本作品の主人公。5人の妹の兄。『妹ぱらだいす!』の綾の息子。

#### ヒロイン (2)
七瀬 桃花（ななせ ももか）
声：姫川あいり
T157 B95(H)/W59/H92
献身的で兄に甘い。料理が得意で、両親が留守中の七瀬家の家事全般を一人で担っている。『妹ぱらだいす!』の綾の娘。
七瀬 理々奈（ななせ りりな）
声：橘まお
T165 B99(I)/W57/H87
真面目で勉強も得意なまとめ役。潔癖症で、だらしない兄にはとても厳しい。『妹ぱらだいす!』の理央の娘。
七瀬 柚子（ななせ ゆず）
声：木ノ下やや
T140 B70(AA)/W53/H74
何も無い所で転ぶほどのドジ。幼児体型がコンプレックスで、よく兄にからかわれている。Hの知識はほとんど無いが、背伸びして知ったかぶりをしている。『妹ぱらだいす!』の日和の娘。
七瀬 千春（ななせ ちはる）
声：上田朱音
T153 B90(G)/W55/H86
いつも明るいムードメーカー。兄と同じくマンガ・アニメ・ゲームが好きで、よく一緒に遊んでいる。チアリーディング部に所属し、兄に破壊力抜群のタックルをかます。『妹ぱらだいす!』の小春の娘。
七瀬 しずく（ななせ しずく）
声：鈴谷まや
T155 B88(F)/W53/H84
読書好きで、思い込みが激しく行動が読めない。本で得た性知識と自主トレーニングで、随一のテクニックを持つ。『妹ぱらだいす!』のみちかの娘。

### 妹ぱらだいす!3

#### 主人公 (3)
七瀬 祐一（ななせ ゆういち） ※名前変更可
声：なし
本作品の主人公。5人の妹の兄。

#### ヒロイン (3)
七瀬 桜（ななせ さくら）
声：花澤さくら
身長158cm B95/W61/H93
七瀬家長女。すべてを包み込むようなとても優しい性格。家事全般が得意。
七瀬 理香（ななせ りか）
声：結城ほのか
T152cm B76/W53/H77
七瀬家次女。真面目で品行方正だが素直になれない性格で主人公にきつく当たってしまうことがある。
七瀬 日向（ななせ ひなた）
声：赤井リア
T141cm B70/W48/H73
七瀬家五女。おとなしい性格だが何事にも一生懸命。子供っぽいことを気にしていて大人ぶることが多い。
七瀬 陽春（ななせ ひはる）
声：水瀬ゆき
T154cm B89/W58/H92
七瀬家四女。明るく天真爛漫な性格。体を動かすこととゲーム・漫画が大好き。
七瀬 ざくろ（ななせ ざくろ）
声：みたかりん
T161cm B83/W55/H85
七瀬家三女。一見クールビューティーだが何を考えているかわからない不思議系。学生ながらプロの官能小説家としてデビューしている。

## スタッフ

### 妹ぱらだいす!
（出典：）
- 企画・原画・エロプロデューサー：伊東ライフ
- シナリオ：屑美たけゆき、水瀬拓未、若瀬諒、呉（監修）
- CG：rastel（総括）、ひなたなお、えんどり、エーキチ
- デザイン：GETUMENサーキット
- 背景美術：てつや
- アニメーション：rastel、えんどり、softhouse-seal GRANDEE
- 音楽：岸本まり、青島修造
- OPムービー：菱野優希
- システム監修：薫
- プロデューサー：恋純ほたる

### 妹ぱらだいす!2
（出典：）
- 企画・原画・エロプロデューサー：伊東ライフ
- シナリオ：水瀬拓未、篁 葉月、和泉万夜
- CG：rastel、ひなたなお、えんどり、エーキチ、明希人
- デザイン：GETUMENサーキット
- 背景美術：出雲寺ぜんすけ、てつや
- アニメーション：もっち雪
- 音楽：青島修造
- OPムービー：菱野優希
- システム監修：薫
- プロデューサー：恋純ほたる

### 妹ぱらだいす!3
- 企画・Hシーン原案：伊東ライフ
- 原画：日向奈尾
- シナリオ：藤井和敏
- SDキャラクター：桜坂つちゆ
- CG：rastel、日向奈尾、芝、八月朔日珈瑠、るきつら。
- デザイン：アルトステージ
- 背景美術：あとりえてっち
- 音楽：solfa
- Hアニメ&OPムービー：菱野優希
- システム監修：薫
- プロデュース&ディレクション：恋純ほたる

## 主題歌

### 妹ぱらだいす!
（出典：）
主題歌「妹ぱらだいす!」
作詞・歌：みるく / 作曲・編曲：青島修造
エンディングテーマ「Lovely Candy」
作詞・歌：ながさきの / 作曲：fine chemical

### 妹ぱらだいす!2
（出典：）
主題歌「ももっと☆ぱらだいす!」
作詞・歌：みるく / 作曲・編曲：青島修造

### 妹ぱらだいす!3
主題歌「1・2・3☆ぱらだいす!」
作詞：こはるん/ 作曲・編曲：伊吹ユキヒロ/　歌：solfafeat．みるく

## 関連商品

### アダルトアニメ
妹ぱらだいす！1〜お兄ちゃん、わたしとしようよっ〜
2011年12月9日発売 / 監督：村上てるあき / 発売：メディアバンク / レーベル：GOLD BEAR / JAN 4562109581478（初回版）・4562109581485（通常版）
綾と小春をメインとしたストーリーが展開される。
妹ぱらだいす！2〜お兄ちゃん、もっとしようよっ！〜
2012年4月20日発売 / 監督：村上てるあき / 発売：メディアバンク / レーベル：GOLD BEAR / JAN 4562109581515（初回版）・4562109581522（通常版）
綾、日和、みちかをメインとしたストーリーが展開される。
妹ぱらだいす！2 上巻 ヒミツのヴァージンぶれいく❤
2013年8月3日発売 / 発売：メリー・ジェーン / JAN 4571153234940
妹ぱらだいす！2 下巻 独り占め、ヴァージンぶれいく❤
2013年10月4日発売 / 発売：メリー・ジェーン / JAN 4571153235077

### ビジュアルファンブック
妹ぱらだいす！ お兄ちゃんと5人の妹のエッチしまくりな毎日 公式ビジュアルファンブック
2011年4月26日発売 / 発売：キャラアニ（角川グループパブリッシング） / ISBN 978-4048953047
妹ぱらだいす!2 〜お兄ちゃんと5人の妹のも〜っと!エッチしまくりな毎日〜 ビジュアルファンブック
2013年9月26日発売 / 編：PUSH!!編集部 / 発売：マックス（MAXムック PUSH Selected） / ISBN 978-4863791862

### 小説
妹ぱらだいす!
2011年4月28日発売 / 著：黒瀧糸由 / イラスト：伊東ライフ / 監修：MOONSTONE Cherry / 発売：パラダイム（パラダイムノベルス 499） / ISBN 978-4894909991
妹ぱらだいす!2
2013年10月11日発売 / 著：真幸ひろ / イラスト：伊東ライフ / 監修：MOONSTONE Cherry / 発売：パラダイム（ぷちぱら文庫 114） / ISBN 978-4894903449

### コミック
妹ぱらだいす! 〜お兄ちゃんと5人の妹のエッチしまくりな毎日〜
漫画：itotin / 原作：MOONSTONE Cherry / 月刊ポプリクラブ（マックス）2011年3〜5月号に連載。
妹ぱらだいす!2 〜お兄ちゃんと5人の妹のも〜っと!エッチしまくりな毎日〜
2014年3月25日発売 / 漫画：御影石材 / 原作：MOONSTONE Cherry / 発売：KADOKAWA、エンターブレイン （TECHGIAN STYLE） / ISBN 978-4047295117
『TECH GIAN』2013年8月号〜2014年2月号（全7話）に連載されたコミックを収録。
発売後、東京都青少年の健全な育成に関する条例の新基準が初適用され、2014年（平成26年）5月16日付で東京都知事から不健全図書に指定された。これを受けて、KADOKAWAは書籍を自主回収した。
妹ぱらだいす!3 〜お兄ちゃんと5人の妹のすご～く！エッチしまくりな毎日〜
2019年12月25日発売 / 漫画：西崎えいむ / 原作：MOONSTONE Cherry / 発売：スコラマガジン / ISBN 978-4-7995-0630-1　C9979
BugBug2017年10月号〜2018年2月号、2018年4月号、2018年6月号〜2018年8月号(全9話)に連載されたコミックを収録。

## 反響

### 妹ぱらだいす!
おたぽるの穴リスト猫は、OVA版『妹ぱらだいす!』について、「基本的に妹全員が兄に対して好意を抱いているが、彼女たちが兄とのHに至るまでの過程が、彼女たちの性格をからめたうえで丁寧に描かれていて面白い」と評している。
また、穴リスト猫は兄妹という関係上中出しを避け、場合によってはアナルセックスのみで済ませてしまうという細かな演出がかえって妹を発情させてしまうという展開について、観ている側を悶絶させてしまうと評した。
穴リスト猫はOVA版全体における躍動的なカメラワークが兄と「交尾」する妹たちの動物的な側面を強化しているとしつつも、映画『プライベート・ライアン』におけるわざと荒々しくしたカメラワークに近いところがあり、慣れない人が見ると映像酔いを引き起こす可能性があるとした。

### 妹ぱらだいす!2
『妹ぱらだいす!2』は、萌えゲーアワード2013エロス系作品賞PINK部門で金賞を受賞した。
選考を務めたパソコンパラダイスの編集長である丸山和巳は「良い意味で前作を踏襲し、『2』と銘打たれているが、前作を知らなくても遊べる手軽さとキャラクターのかわいらしさがユーザーから高く支持を得られたのではないか」と人気の理由について述べている。